# Ang Pamilya Ko
Ang Pamilya Ko é uma telenovela filipina produzida e exibida pela ABS-CBN, cuja transmissão ocorreu em 1987.